# アンダーニース・ユア・クローズ
「アンダーニース・ユア・クローズ (Underneath Your Clothes) 」はコロンビア人シンガーソングライターのシャキーラの楽曲。この楽曲は、彼女の3枚目のスタジオ・アルバム『ランドリー・サービス』に収録され、アルバムからは2曲目のシングルとして2002年4月18日にリリースされた。各国の週間シングルチャートでは、オーストラリア、オーストリア、オランダ、ベルギー、アイルランドで1位、ドイツ、フランス、スイス、ニュージーランド、ノルウェーで2位、イギリス、イタリアで3位を記録した。